# Artemij Andreevič Lebedev
Artemij Andreevič Lebedev (Mosca, 13 febbraio 1975) è un designer russo.

## Biografia
Artemij Lebedev è nato il 13 febbraio 1975 a Mosca. È il figlio della scrittrice Tat'jana Nikitična Tolstaja e del filologo Andrej Lebedev. ha un fratello minore di nome Alexej che vive a New York.
Tra il 1989 e il 1990 Artemij Lebedev vive con la famiglia negli USA e frequenta la Parkville High School di Baltimore. Una volta tornato in URSS, a partire dall'età di 16 anni vive separatamente dalla famiglia d'origine. Nel 1991 si diploma in una scuola moscovita e si iscrive alla Facoltà di Giornalismo della Università di Mosca. Lascia gli studi universitari al secondo anno essendo ormai molto impegnato nella attività di designer. Nell'ottobre del 2010 in una intervista dichiara di essersi iscritto all'università solamente per sfuggire al servizio di leva.

Nell'estate del 1992 fonda, assieme a un socio, lo studio “A-kvadrat”, ma lo lascia alla fine dello stesso anno a causa delle divirgenze finanziarie con il cofondatore. Nel gennaio del 1993 fonda il proprio studio “Artografica” e si occupa di design grafico, poligrafico e calligrafico; partecipa alla realizzazione di libri e riviste.

Dal 1993 al 1995 lavora, senza lasciare l'attività nel proprio studio, in qualità di direttore artistico del MAC-Center di Mosca.

Nel 1995 fonda lo studio “WebDesign” (che dal 1998 si chiama “Studio Artemij Lebedev”), che è, attualmente, uno degli studi di web design più grandi della Russia. Dal 2001 lo studio si occupa anche di design industriale.